# Franjo Tuđman

Franjo Tuđman (1995)

Franjo Tuđman [ˈfraːɲɔ ˈtudʑman] ⓘ (transkribiert auch Tudjman; * 14. Mai 1922 in Veliko Trgovišće bei Zabok; † 10. Dezember 1999 in Zagreb) war ein jugoslawischer Offizier, Historiker und Systemkritiker. Während des Zerfalls Jugoslawiens wurde Tuđman der erste Staatspräsident des unabhängig gewordenen Kroatien. Als solcher wird er von vielen Kroaten als „Pater patriae“ verehrt.
Während des Zweiten Weltkriegs war Tuđman Tito-Partisan und später General der Jugoslawischen Volksarmee. Während des „Kroatischen Frühlings“ Ende der 1960er-Jahre wurde er zum Systemkritiker des sozialistischen Jugoslawien und war dafür mehrere Jahre in politischer Haft.
Als Parteivorsitzender der von ihm 1989 gegründeten Kroatischen Demokratischen Union wurde er 1990 nach den ersten freien demokratischen Mehrparteienwahlen zum Staatspräsidenten Kroatiens gewählt. Unter seiner Regierung erklärte Kroatien nach einem Referendum im Mai 1991 die staatliche Unabhängigkeit von Jugoslawien. Als Staatspräsident und Oberbefehlshaber der kroatischen Streitkräfte führte er das Land während des 1991 ausgebrochenen Kroatienkrieges und des 1992 beginnenden Bosnienkriegs. Im Jahr 1995 endeten beide Kriege mit der Operation Oluja bzw. dem von Tuđman, Slobodan Milošević und Alija Izetbegović unterzeichneten Abkommen von Dayton. Er wurde 1992 und 1997 durch Wiederwahl als Staatspräsident bestätigt.
Die Politik und der Regierungsstil Tuđmans während seiner von 1990 bis 1999 dauernden Präsidentschaft wurden als autokratisch und nationalistisch charakterisiert. Nach seinem Tod 1999 und dem Ende der Ära Tuđman begann eine grundlegende Demokratisierung und Liberalisierung des Landes. Gleichzeitig wurde der Markt für ausländische Investoren geöffnet und stufenweise die kroatische Wirtschaft privatisiert, die sich zuvor aus volkseigenen Betrieben zusammengesetzt hatte.

## Leben

### Frühe Jahre und Karriere im jugoslawischen Militär

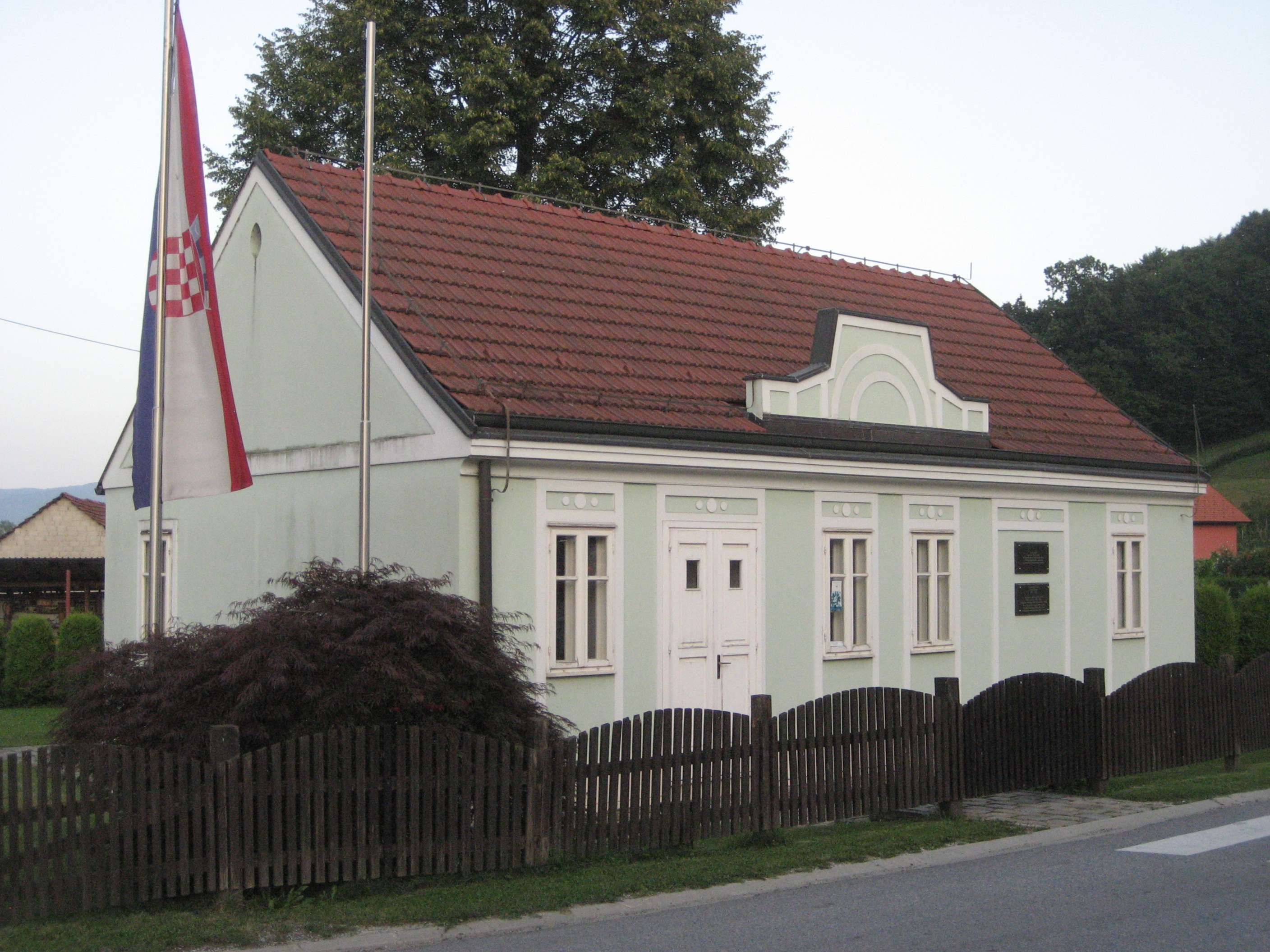
Tuđmans Geburtshaus

Tuđmans Vater Stjepan war leitendes Mitglied der Kroatischen Bauernpartei und 1943 einer der Mitgründer des Antifaschistischen Landesrats der Volksbefreiung Kroatiens (ZAVNOH). Franjo Tuđman hatte zwei Brüder, Stjepan und Ivica.
Franjo Tuđman besuchte zwischen 1929 und 1933 die Volksschule in seiner Heimatstadt und ging ab dem Jahr 1934 bis 1941 an die Oberschule in Zagreb, wo er Mitglied der nationalen demokratischen Bewegung wurde. Ab 1941 nahm er als Partisan aktiv an der antifaschistischen Bewegung teil und wurde während des Jugoslawischen Bürgerkrieges zu einem der Repräsentanten im Führungsstab der nationalen Befreiungsarmee (NVO) und der Bewegung für die Befreiung Jugoslawiens (POJ) ernannt.
Sein Bruder Stjepan kam im Frühjahr 1943 als Mitglied der antifaschistischen Bewegung ums Leben.

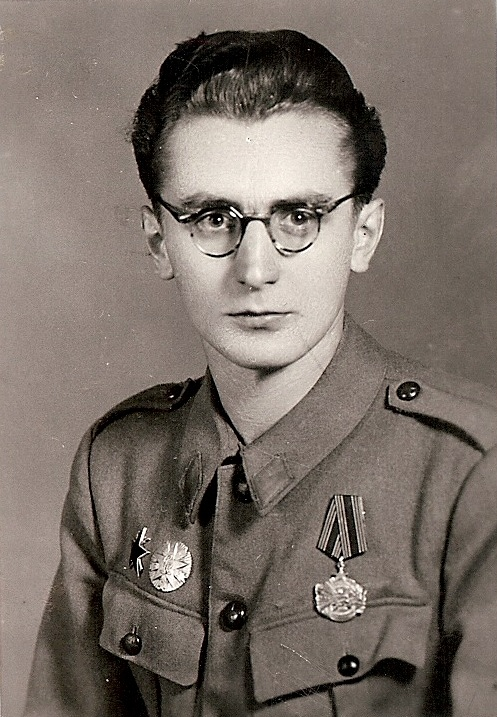
Tuđman als junger Tito-Partisan

1946 wurden Tuđmans Vater und seine Stiefmutter erschossen aufgefunden. Franjo Tuđman nutzte diesen Umstand und nach seiner politischen Ausrichtung machte er zunächst nationalistische kroatische Križari und später die kommunistische jugoslawische Geheimpolizei UDB-a für die Tötung verantwortlich. Nach einem Polizeibericht hatte der Vater jedoch erst seine Frau und dann sich selbst erschossen.

Tuđman (links) als politischer Kommissar und Major der jugoslawischen Volksbefreiungsarmee (Februar 1945)

Tuđman arbeitete im Personalbüro des Verteidigungsministeriums. In Belgrad absolvierte er zwischen 1955 und 1957 ein Studium an der Militärakademie. Im Jahr 1960 wurde er in den Rang eines Generals befördert.

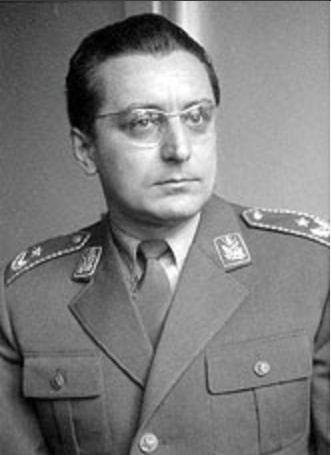
Tuđman in der Uniform eines Generals (1960)

### Historiker
1961 verließ er die Jugoslawische Volksarmee, um sich auf seine akademische Arbeit zu konzentrieren. Noch im selben Jahr gründete er in Zagreb das „Institut für die Geschichte der Arbeiterbewegung Kroatiens“ und blieb bis 1967 dessen Direktor. 1963 wurde ihm der Titel des Professors der politischen Wissenschaften an der Universität von Zagreb verliehen. 1965 wurde ihm der Doktorgrad der Politikwissenschaften von der Universität Zagreb zugesprochen, nachdem er seine umstrittene Abhandlung zu den „Ursachen der Krise des monarchistischen Jugoslawiens seit seiner Entstehung 1918 bis zum Zerfall 1941“ verteidigt hatte.
Von 1965 bis 1969 arbeitete er für die pädagogisch-kulturelle Kommission des Parlaments der Sozialistischen Republik Kroatien und als Präsident des Ausschusses der pädagogisch-kulturellen Kommission des Parlaments als Delegierter. Zudem war er Präsident der Kommission der Matica hrvatska für kroatische Geschichte.

### Systemkritiker Jugoslawiens
Im Jahr 1967 setzte sich Tuđman im Rahmen des „Kroatischen Frühlings“ für mehr Autonomie Kroatiens und die Eigenständigkeit der kroatischen Sprache ein. Die Bewegung wurde von der jugoslawischen Führung als nationalistisch bekämpft; Tuđman verlor in der Folge seinen Direktorenposten am „Institut für die Geschichte der Arbeiterbewegung Kroatiens“ und wurde aus dem Bund der Kommunisten Jugoslawiens ausgeschlossen.

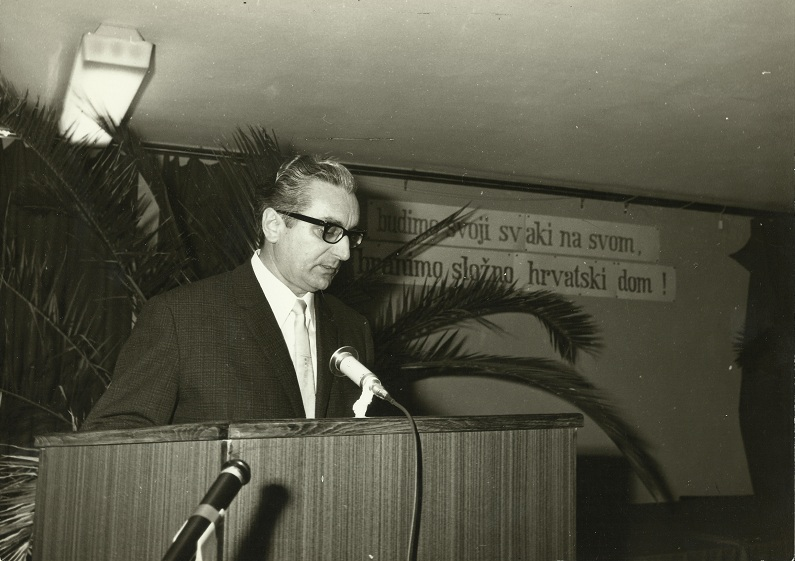
Tuđman bei einer Ansprache im Jahr 1971

Nach der Niederschlagung dieser nationalen Bewegung wurde er im Jahre 1971, zusammen mit vielen weiteren prominenten Vertretern, wegen „konterrevolutionärer Umtriebe“ verhaftet und zu einem der Hauptangeklagten. Nur aufgrund einer Intervention durch den Schriftsteller Miroslav Krleža bei Josip Broz Tito wurde die langjährige Haftstrafe gegen ihn zunächst auf zwei Jahre und später auf neun Monate verkürzt. Im Februar 1981 wurde Tuđman erneut zu drei Jahren Gefängnis verurteilt, und es wurde ihm für weitere fünf Jahre verboten, westlichen Radio- und Fernsehagenturen Interviews zu geben. Zwischen 1982 und 1983 saß er wieder wegen „staatsfeindlicher Propaganda“ in Lepoglava in Haft. Dann wurde seine Haft wegen gesundheitlicher Probleme bis zum Mai 1984 unterbrochen. Im September 1984 wurde er deswegen endgültig auf freien Fuß gesetzt.
Nachdem er 1987 von den Behörden wieder einen Reisepass ausgehändigt bekommen hatte, reiste er zunächst nach Kanada und in die USA und danach durch Europa, wo er Vorträge über die kroatische Nationalbewegung hielt. Am 17. Juni 1989 gründeten Tuđman und Gleichgesinnte die Partei HDZ (Kroatische Demokratische Union) und Tuđman wurde HDZ-Vorsitzender. Zur gleichen Zeit wuchs in vielen Ländern des damaligen Ostblocks der Wunsch nach politischen Veränderungen (Revolutionen im Jahr 1989). Am 9. November 1989 fiel die Mauer in Berlin; später zerfiel die Sowjetunion.
1989 gab es in Jugoslawien eine Hyperinflation. Am 22. Januar 1990 endete der 14. Kongress des Bundes der Kommunisten Jugoslawiens; anschließend zerbrach der Bund der Kommunisten Jugoslawiens langsam. Am 22./23. April (erste Runde) und 6./7. Mai (zweite Runde) fanden die ersten freien Wahlen in Kroatien seit dem 11. Dezember 1938 statt. Die HDZ erlebte einen Erdrutschsieg.
Als Mitglied der kroatischen Akademie der Wissenschaften wurde Tuđman auch mehrfach international ausgezeichnet: „Catarina de Medici“ im November 1990, Ehrendoktorat der Universität La Jolla im Dezember 1990.

### Erster Präsident Kroatiens

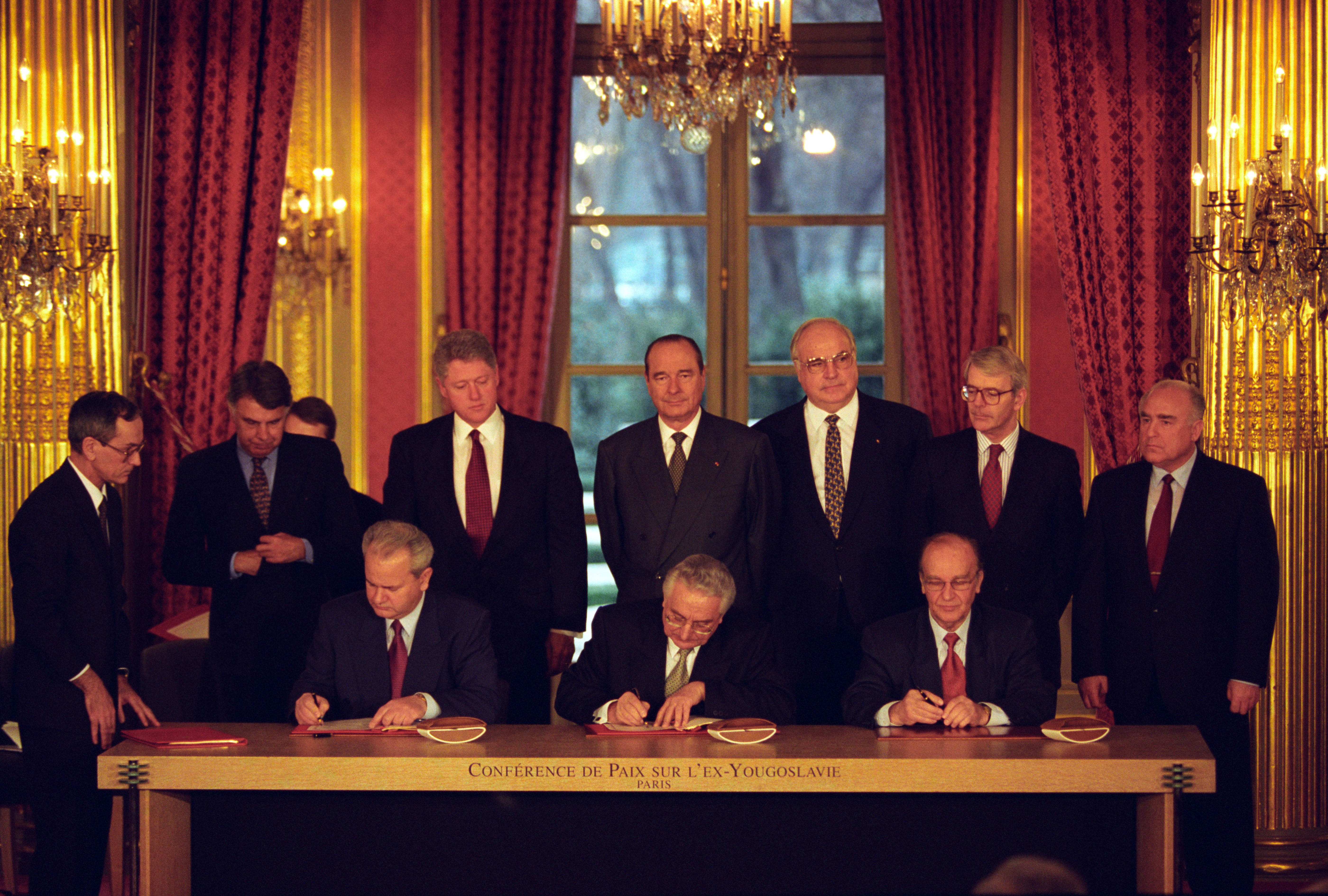
Tuđman (Mitte, sitzend) bei der Unterzeichnung des Abkommens von Dayton (Paris, 14. Dezember 1995)

Im April 1990 fanden in Kroatien die ersten demokratischen Parlamentswahlen seit dem Zweiten Weltkrieg statt. Vom neu gewählten Parlament „Sabor“ wurde Franjo Tuđman am 30. Mai 1990 zum Präsidenten der damaligen Sozialistischen Teilrepublik Kroatien gewählt.
Am 19. Mai 1991 wurde ein Referendum zur politischen Zukunft Kroatiens abgehalten. Die Wahlbeteiligung lag bei 83,56 %. Dabei sprachen sich 94,17 % für die kroatische Souveränität aus. Auf Grund dieser Ergebnisse nahm das kroatische Parlament am 25. Juni 1991 den Verfassungsbeschluss über die Souveränität und Selbständigkeit Kroatiens an.
Nach Änderung der Verfassung Kroatiens wurde er am 2. September 1992 zum Präsidenten der souveränen Republik Kroatien gewählt. Tuđman trat für ein unabhängiges Kroatien und freie Marktwirtschaft sowie für eine Mehrparteiendemokratie ein.
Bei seinen Bemühungen um die internationale Anerkennung nahm Franjo Tuđman an der Jugoslawien-Friedenskonferenz teil, die im September 1991 unter der Führung von Peter Carington in Den Haag begann. Die Schiedskommission der Jugoslawien-Friedenskonferenz, die unter der Leitung von Robert Badinter stand, kam am 7. Dezember 1991 zu dem Schluss, dass es sich „nicht um Abspaltung, sondern um einen Zerfall“ des ehemaligen Jugoslawien handele.
Am 15. Juni 1997 gewann Franjo Tuđman erneut die Präsidentschaftswahlen und blieb bis zu seinem Tod im Amt.

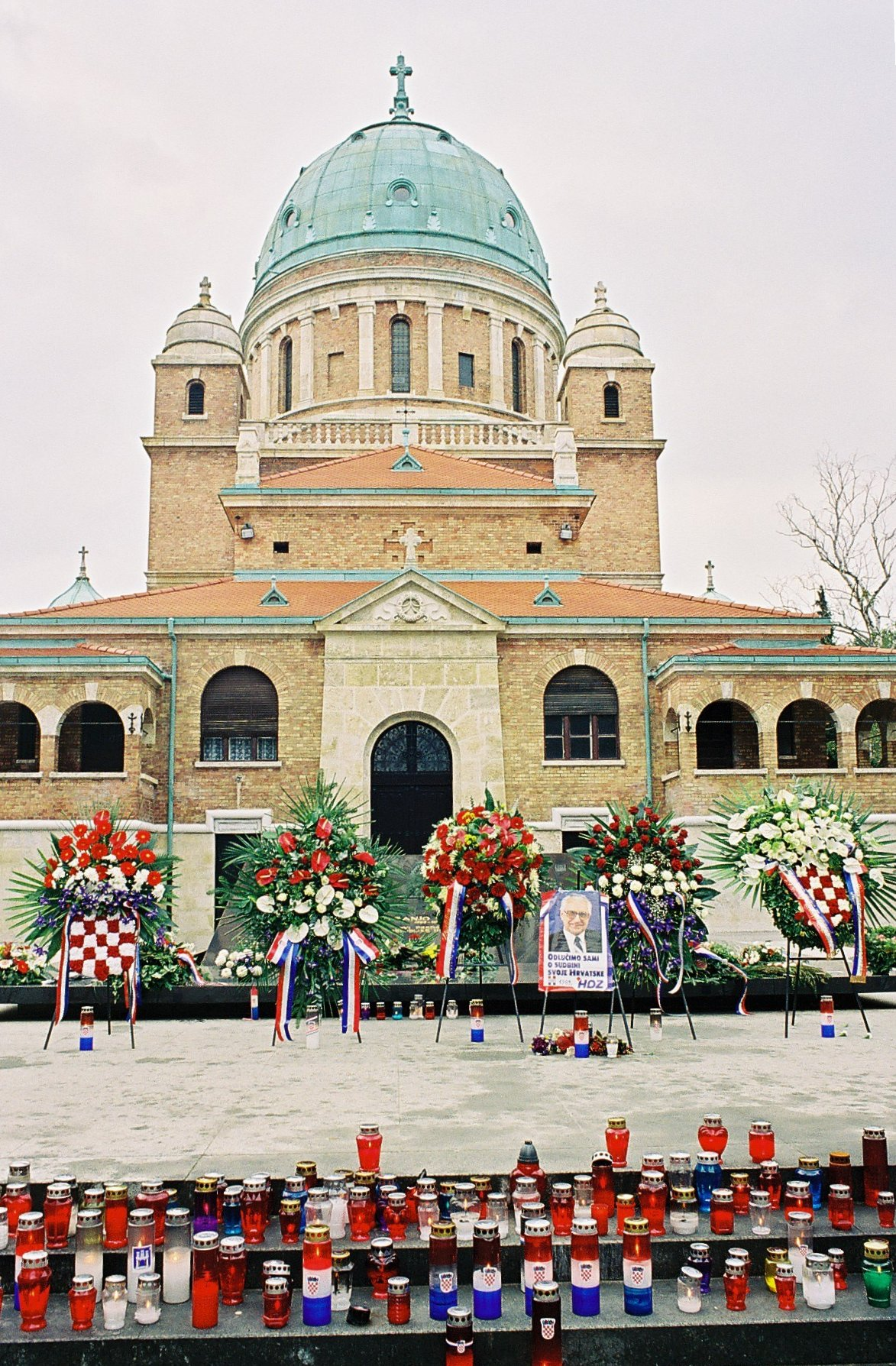
Tuđmans Grab auf dem Mirogoj-Friedhof in Zagreb (2005)

In der Nacht vom 10. zum 11. Dezember 1999 starb Tuđman im Zagreber Klinikzentrum „Dubrava“ an einem Magenkarzinom. Sein Grab befindet sich auf dem Mirogoj-Friedhof in der kroatischen Hauptstadt.

### Ehe und Nachkommen
Franjo Tuđman war mit Ankica Tuđman, geb. Žumbar (1926–2022) verheiratet. Ihre Söhne Miroslav (1946–2021) und Stjepan (* 1948) waren bzw. sind Politiker, ihre Tochter Nevenka (* 1951) Geschäftsfrau.

## Kritik

### Mutmaßlicher Geschichtsrevisionismus und Antisemitismus
Im Jahr 1989 erschien Tuđmans Buch Bespuća povijesne zbiljnosti: Rasprava o povijesti i filozofiji zlosilja (Irrwege der Geschichtswirklichkeit: Eine Abhandlung über die Geschichte und die Philosophie des Gewaltübels). Für diese Monographie verwendete Tuđman unkritisch Nachdrucke von Zeugenaussagen ehemaliger serbischer Häftlinge des Konzentrationslagers Jasenovac, welche die jüdischen Häftlinge in einem negativen Licht darstellten. Ursache der negativen Bemerkungen einiger serbischer Flüchtlinge über „jüdisches“ Verhalten im Lagerleben könnte ein Konflikt zwischen einigen Juden und einigen Serben im März 1942 gewesen sein. Die in den Aussagen enthaltenen Beschreibungen von Ereignissen stimmen nicht immer überein und werden teilweise durch andere Quellen widerlegt. Tuđman benutzte die Quellen, obwohl ihm mit ziemlicher Sicherheit bewusst war, dass sie problematisch waren – anscheinend, um die damals notwendige politische Unterstützung innerhalb von Teilen der kroatischen nationalistischen Diaspora in Nordamerika im beginnenden Zerfallsprozess Jugoslawiens zu fördern.
Noch im Jahr 1989 oder Anfang 1990 (das Erscheinungsjahr ist nicht angegeben) erschienen Auszüge des Buches in unautorisierter Übersetzung in englischer Sprache unter dem Titel Franjo Tudjman on the Jews: excerpts from the book: „Wastelands – historical truth“ [Franjo Tudjman über die Juden: Auszüge aus dem Buch: „Ödland – Historische Wahrheit“]. F. Tudjman: Bespuća – povjesne zbiljnosti. 2. Auflage. Nakladni zavod Matice Hrvatske, Zagreb 1989. Der Erscheinungsort ist dabei mit an Sicherheit grenzender Wahrscheinlichkeit Belgrad (ebenfalls nicht angegeben). Diese 17-seitige „Belgrader Übersetzung“ beinhaltete unbeabsichtigte (sprachliche/übersetzerische) Fehler, wie auch gezielte (inhaltliche) Fehler, die den Zweck hatten, Tuđman politisch und intellektuell zu disqualifizieren. Bereits der Buchtitel ist in der Übersetzung („Ödland – Historische Wahrheit“ statt „Irrwege der Geschichtswirklichkeit“), Rechtschreibung (serbisch povjesne statt kroatisch povijesne) und Auflage bzw. Erscheinungsjahr (die zweite Auflage erschien 1990 nicht 1989) fehlerhaft und beschränkte sich auf wenige ausgewählte Sätze des Originals, mithin nur 2 % der 480 Originalseiten. Die Übersetzung wurde von jugoslawischen Botschaften und serbischen Organisationen an Medien, Politiker, Regierungen, Menschenrechtsorganisationen und jüdische Organisationen in der ganzen Welt weitergegeben und konnte so verschiedene Rezipienten beeinflussen.
So soll Tuđman behauptet haben, im Holocaust seien insgesamt höchstens 900.000 Juden ermordet worden. Die Ustascha habe höchstens 70.000 Serben getötet (tatsächlich ermordete die Ustascha mehr als 300.000 Serben). Damit verharmlose Tuđman auch die Massenmorde an kroatischen Juden und Roma im faschistischen Unabhängigen Kroatien und rechtfertige eine staatliche Diskriminierung der zuvor gleichberechtigten Serben. So behaupte Tuđman, im kroatischen KZ Jasenovac seien höchstens 30.000 bis 40.000 Insassen umgekommen. Davon seien die Mehrheit Roma und keine Juden gewesen. Weiter behaupte Tuđman, „dass sich die Lagerverwaltung von Jasenovac in den Händen von Juden befand, die in Wirklichkeit für Selektion und Liquidierung selbst zuständig waren“, und „auch die eigentlich Schuldigen an der Serbenverfolgung“ gewesen seien. Nach anderen Quellen verbreitete Tuđman auch die Zahl von nur etwa 20.000 in Jasenovac getöteten Serben. Historiker schätzten die genauen Opferzahlen in jenem Lager auf 77.000 bis 99.000 Personen. Daher gelten Tuđmans Zahlenangaben in jedem Fall als viel zu niedrig. Zudem wirkten einige seiner Aussagen offen oder verdeckt antisemitisch.

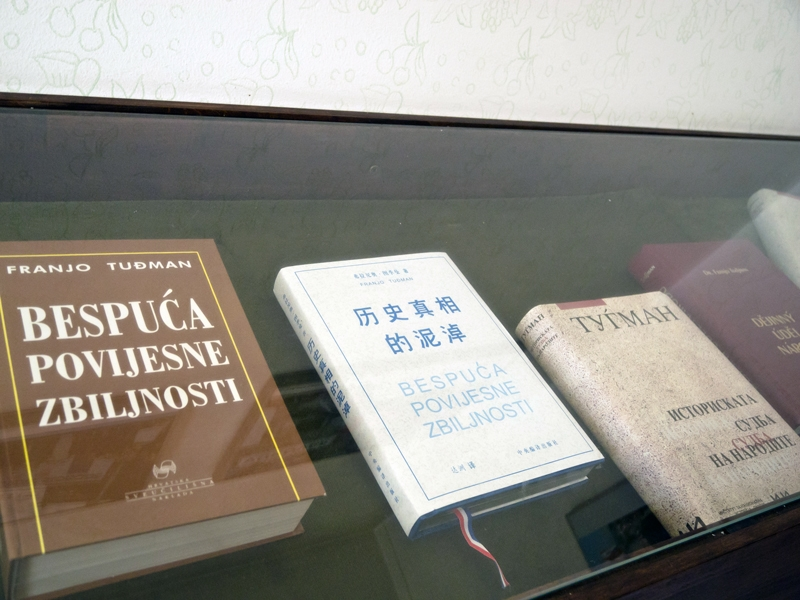
Ausgaben von Tuđmans Buch Irrwege der Geschichtswirklichkeit in kroatischer Sprache und internationalen Übersetzungen

In einem Schreiben an den Kongress der Vereinigten Staaten vom 21. Januar 1991 betonte Tuđman, dass

„die schweren Anschuldigungen wegen Antisemitismus jeder Grundlage entbehren, da sie hauptsächlich von ungenauen Übersetzungen meiner Schriften aus dem Kroatischen ins Englische herstammen wie auch von Zitaten, die entweder falsch oder aus dem Kontext genommen sind. […] Der systematische Prozess, den die Nazis entwickelt und angewandt haben, um die Juden Europas auszulöschen, macht ihn unbestreitbar zu einem der größten Verbrechen gegen die Menschheit in der Geschichte. In dieser Hinsicht beging das Ustaša-Regime des Unabhängigen Staates Kroatien zahllose Kriegsverbrechen gegen die Menschlichkeit […] Ich werde Antisemitismus, in welcher Form auch immer, niemals dulden. […] Ich ersuche Sie dringend, sich nicht irreführen und falsch informieren zu lassen durch die Propaganda aus kommunistischen Quellen und ihren Agenten, die danach trachten, mich fälschlich zu diffamieren, und so das ernste Thema Holocaust für ihre eigenen finsteren Absichten zu manipulieren suchen, wodurch sie dem Ansehen und der wahren Identität Kroatiens und seines Volkes Schaden zufügen.“

Tuđman soll in den 1990er Jahren auf mehreren Wahlkampfveranstaltungen antisemitische Äußerungen getätigt haben. So gab er im Frühling 1990 in einem ungeklärten Kontext an, er sei froh, „nicht mit einer Serbin oder einer Jüdin verheiratet zu sein“. Insbesondere diese Bemerkung ist ihm später oftmals vorgeworfen worden. Auch ist von ihm die Aussage verbürgt: „Juden rufen Neid und Hass hervor, sind stets das Opfer sowohl ihrer eigenen als auch fremder Ansprüche. Doch wer versucht, darauf aufmerksam zu machen, dass sie selbst die Quelle ihrer jüdischen Tragödie sind, ruft den Hass des Judentums hervor.“
Tuđman wurde außerdem vorgeworfen, das Wiederaufkommen von Symbolen der faschistischen Ustascha-Zeit zu fördern, zum Beispiel durch die Wiedereinführung des Schachbrett-Wappens in der Variante mit beginnendem silbernem Karo, wie sie unter anderem auch von der Ustasche genutzt wurde.

### Kriegspolitik und Ermittlungen wegen Kriegsverbrechen
Tuđman wurde auch wegen seiner Anfang der 1990er Jahre praktizierten Teilungspolitik gegenüber Bosnien und Herzegowina kritisiert. Obwohl offiziell dementiert, gab es Anzeichen dafür, dass Tuđmans Politik zeitweise auf die Eingliederung eines Teils von Bosnien und Herzegowina in den kroatischen Staatsverband im Einvernehmen mit dem serbischen Präsidenten Slobodan Milošević abzielte. Als am 3. Juli 1992 kroatische Nationalisten dem zuvor ausgerufenen autonomen Territorium Kroatische Republik Herceg-Bosna staatliche Funktionen übertrugen und es im Frühjahr 1993 zu schweren Kämpfen zwischen Kroaten und Muslimen in Bosnien kam, bekundete Tuđman zwar sein „volles Verständnis“ für den Wunsch einiger bosnischer Kroaten, „die von ihnen bewohnten Gebiete der Republik Kroatien anzuschließen“, dementierte aber jede Unterstützung von Seiten Kroatiens. Jedoch hat die kroatische Armee den in Bosnien aktiven Kroatischen Verteidigungsrat nicht nur bei der Ausbildung der Einheiten, Bewaffnung und Logistik nachhaltig unterstützt, sondern auch zwischen 15.000 und 20.000 Mann entsandt, um direkt an den Kämpfen beteiligt zu sein. Der damalige deutsche Außenminister Klaus Kinkel kritisierte im Mai 1993 öffentlich den kroatischen Anteil am bosnischen Krieg und forderte Tuđman auf, den kroatischen Kriegsverbrechen in Bosnien ein Ende zu setzen. Die Gruppe um
Stipe Mesić und Josip Manolić, damals die Präsidenten der beiden Parlamentskammern, verlangte eine sofortige Beendigung der aggressiven Bosnienpolitik.
Der Internationale Strafgerichtshof für das ehemalige Jugoslawien (ICTY) hatte Ermittlungen gegen Tuđman aufgenommen, jedoch verhinderte dessen Tod eine Anklage durch das Tribunal. So sagte Carla Del Ponte, Chefanklägerin des ICTY, dass „Tuđman angeklagt worden wäre, wenn sein Tod dem nicht zuvor gekommen wäre.“ Mitte April 2011 wurde bei der Urteilsverkündung gegen Ante Gotovina, bei welcher dieser wegen Kriegsverbrechen und Verbrechen gegen die Menschlichkeit für schuldig befunden wurde, auch Tuđman erwähnt. Einer der Richter betonte, dass der damalige Präsident Tuđman der Hauptführer einer kriminellen Vereinigung war, deren Ziel die gewaltsame und dauerhafte Vertreibung der serbischen Bevölkerung aus der Krajina-Region gewesen sei. Als weitere ranghohe beteiligte kroatische Politiker werden Gojko Šušak, Janko Bobetko und Zvonimir Červenko genannt. Die damalige Premierministerin Jadranka Kosor kündigte im April 2011 an, dass die kroatische Regierung eine Berufung gegen die Verurteilungen sowie die Einschätzung des Gerichts einlegen, dass Tuđman als Drahtzieher von Vertreibungen fungiert habe, unterstützen werde.
Im Berufungsverfahren wurde mit 3:2-Mehrheitsentscheidung festgestellt, dass die Beweise nicht ausreichten, um den von Gotovina und Markač befohlenen Beschuss der Städte als rechtswidrig anzusehen. Der Artilleriebeschuss der „vier Städte“ (Knin, Benkovac, Obrovac und Grač), die legitime Ziele zum Teil um mehr als 200 Meter verfehlten, wurden von der Strafkammer als gesetzeswidrig eingestuft. Die Berufungskammer befand einstimmig, dass die Strafkammer sich bei der Herleitung des „200-Meter-Standards“ geirrt habe. Da die erstinstanzliche Verurteilung wegen Bildung einer kriminellen Vereinigung zur Vertreibung von Serben aus der Krajina auf der Unrechtmäßigkeit der Artillerieangriffe basiere und die Erstinstanz eine direkte Verwicklung in die Diskriminierungspolitik Kroatiens nicht festgestellt habe, sei dieser Schuldspruch aufzuheben.

## Werke (Auswahl)

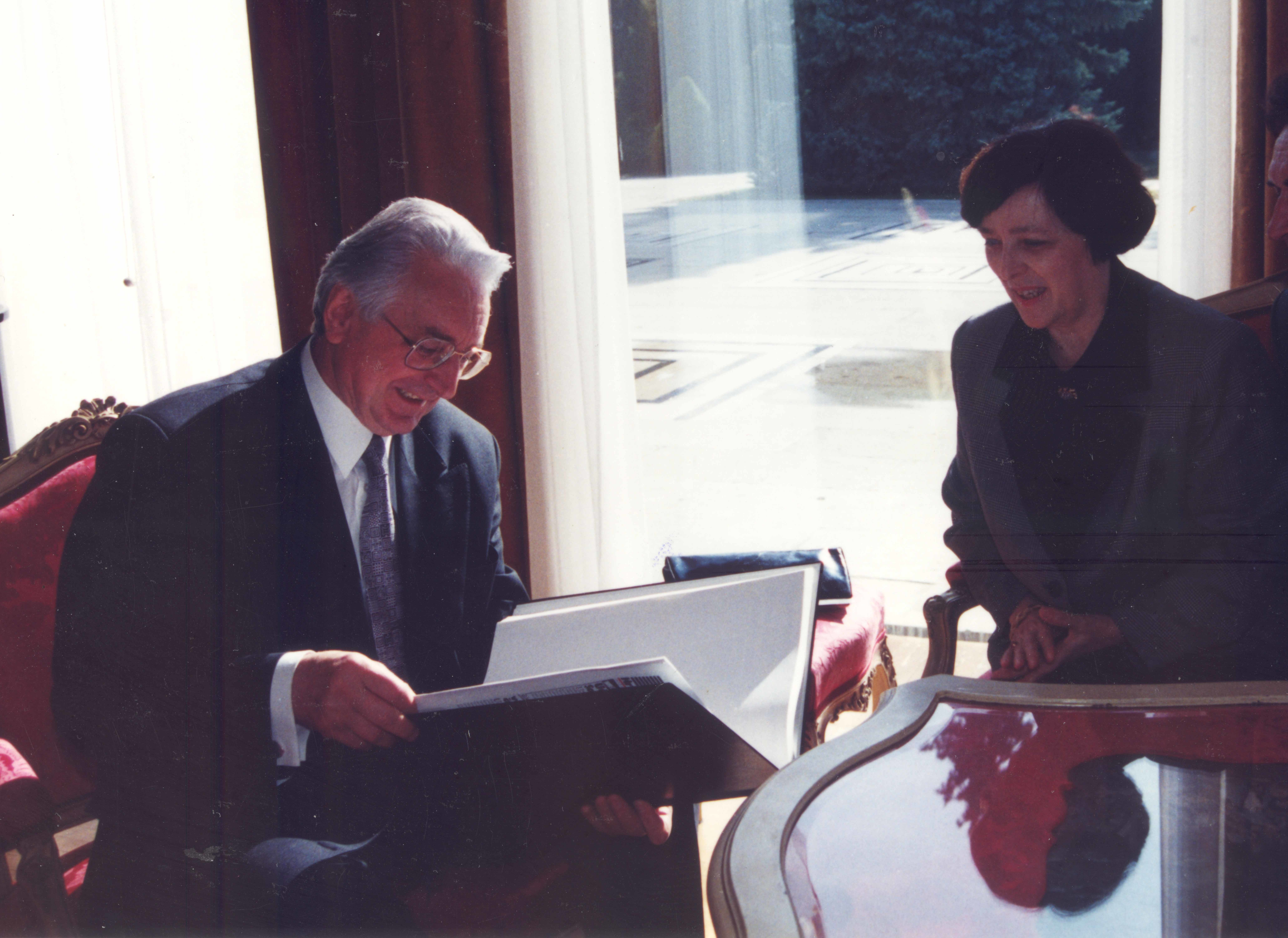
Tuđman im Gespräch (1997)

### Erstveröffentlichungen
- Beiträge zur Enciklopedija Jugoslavije und Vojna Enciklopedija
- Rat protiv rata: Partzanski rat u prošlosti i budućnosti. [Der Krieg gegen den Krieg: Der Partisanenkrieg in Vergangenheit und Zukunft]. Zagreb 1957 (2. Auflage 1970; slowenisch: Vojna proti vojni, Ljubljana, 1964).
- Stvaranje socijalističke Jugoslavije. [Die Schaffung des sozialistischen Jugoslawien]. Zagreb 1960 (slowenisch: Rojstvo socijalističke Jugoslavije, Ljubljana, 1961).
- Okupacija i revolucija. [Okkupation und Revolution]. Zagreb 1963.
- Uzroci krize monarhističke Jugoslavije od ujedinjenja 1918. do sloma 1941. [Die Ursachen der Krise des monarchistischen Jugoslawien von der Vereinigung 1918 bis zum Zusammenbruch 1941]. 2 Bde. Zagreb 1965 (gleichzeitig Dissertation).
- Velike ideje i mali narodi. [Große Ideen und kleine Völker]. Zagreb 1969 (2. Auflage 1970).
- Nacionalno pitanje u suvremenoj Europi. [Die Nationalitätenfrage im heutigen Europa]. München / Barcelona 1981 (archive.org – englisch: Nationalism in Contemporary Europe, New York, 1981).
- Državnost nacija: ključ mira Europe. [Die Staatlichkeit der Nationen: Der Schlüssel zum Frieden in Europa]. Lidingo 1982.
- O povijesti rješavanja hrvatskog pitanja i samoodređenja naroda u svijetu. Über die Geschichte der Lösung der kroatischen Frage und der Selbstbestimmung der Völker in der Welt. Toronto 1987.
- Stjepan Radić u hrvatskoj povijesti. [Stjepan Radić in der kroatischen Geschichte]. Sudbury 1988.
- Bespuća povijesne zbiljnosti: Rasprava o povijesti i filozofiji zlosilja. [Irrwege der Geschichtswirklichkeit: Eine Abhandlung über die Geschichte und die Philosophie des Gewaltübels]. Zagreb 1989 (archive.org – 5. Auflage, 1994; englisch: Horrors of war: Historical Reality and Philosophy, New York, 1996).
- Zna se: HDZ u borbi za samostalnost Hrvatske. [Ist doch klar: Die HDZ im Kampf für die Selbstständigkeit Kroatiens]. 3 Bde. Zagreb 1992 (Band 2: 1993, Band 3: 1995).
- Hrvatska u monarhističkoj Jugoslaviji 1918.–1941. [Kroatien im monarchistischen Jugoslawien 1918–1941]. 2 Bde. Zagreb 1993.
- Usudbene povjestice. [Schicksalhafte Geschichtsereignisse]. Zagreb 1995.
- S vjerom u samostalnu Hrvatsku. [Mit dem Glauben an ein selbstständiges Kroatien]. Zagreb 1995.
- Vlak slobode. [Der Zug der Freiheit]. Zagreb 1996.
- Hrvatska riječ svijetu: razgovori sa stranim predstavnicima [Kroatiens Wort an die Welt: Gespräche mit ausländischen Vertretern]. Zagreb 1999.

### Veröffentlichungen in deutscher Sprache
- Stirbt Kroatien? Ost-Dienst, Hamburg 1981.
- Die Nationalitätenfrage im heutigen Europa. Bokatron, Södertälje 1986 (Originaltitel: Nacionalno pitanje u suvremenoj Europi. 1981. Neuauflage, 1996).
- taz (Hrsg.): Krieg in Europa: Journal Jugoslawien: Von der Krise in Kosovo zum Krieg in Kroatien. Reportagen, Analysen, Interviews mit Franjo Tudjman. Frankfurt am Main 1991.
- Irrwege der Geschichtswirklichkeit: Eine Abhandlung über die Geschichte und die Philosophie des Gewaltübels. Školska Knjiga, Zagreb 1993 (Originaltitel: Bespuća povijesne zbiljnosti: Rasprava o povijesti i filozofiji zlosilja. 1989. Übersetzt von Vesna Ivančević, Jasna Schmidt).
- Das historische Schicksal des Volkes: Ausgewählte Aufsätze (= Heiligenhofer Studien zu Volksgruppenfragen. Band 4). Verlagsbuchhandlung Šulek, Bad Kissingen / Köln 1997, ISBN 3-931869-01-6 (Originaltitel: Povijesna sudba naroda: izabrani tekstovi. Zagreb 1996.).

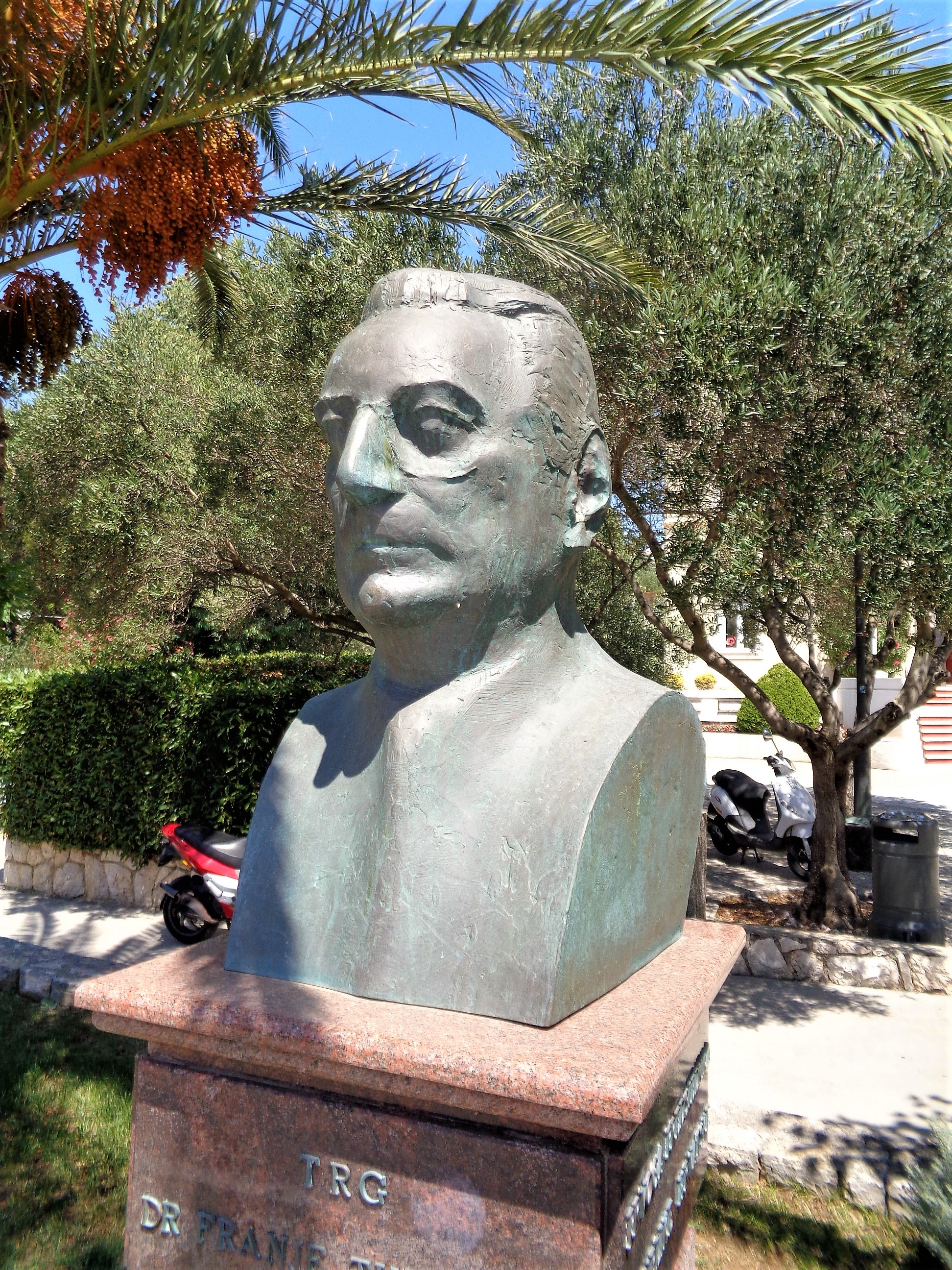
Tuđmans Büste (in Novalja, Insel Pag)

## Auszeichnungen (Auswahl)
- Orden vom Partisanenstern III. Klasse (Jugoslawien), 1944
- Erinnerungsabzeichen der Partisanen von 1941 (Jugoslawien)
- Militär-Verdienstorden I. Klasse (Jugoslawien)
- Großkreuz des Verdienstordens der italienischen Republik, 1992[44]
- Großkreuz des Verdienstordens von Chile, 1994
- Ordenskette des Ordens des Befreiers San Martin (Argentinien), 1994
- Großorden des Königs Tomislav mit Schärpe und Großem Morgenstern (Kroatien), 1995
- Großorden des Königs Petar Krešimir IV. mit Schärpe und Morgenstern (Kroatien), 1995
- Fürst-Domagoj-Orden mit Halsband (Kroatien), 1995
- Orden des Ante Starčević (Kroatien), 1995
- Orden des Stjepan Radić (Kroatien), 1995
- Orden des Kroatischen Morgensterns (Kroatien), 1995
- Orden des Kroatischen Dreiblatts (Kroatien), 1995
- Erinnerungsmedaille des Heimatkriegs (Kroatien), 1995
- Erinnerungsmedaille der heimatliche Dankbarkeit (Kroatien), 1995
- Schukow-Orden (Russland), 1996
- Großkreuz des Ordens des Erlösers (Griechenland), 1998
- Staatsorden der Republik Türkei, 1999

## Film
- Bilo jednom u Hrvatskoj (englisch Once upon a time in Croatia), Dokudrama mit Kevin Spacey als Franjo Tuđman, Regie: Jakov Sedlar, Oluja Film/Croatia Film/Mercury Film, 2022.[46]